# محمد أحمد أبو زبيد
محمـد أحمـد أبو زبيد (أديب الاغوار) (1954 - 5 فبراير 2009):
كاتـب وأديب وصحفي وناقد ومعلـّم أردني من أصل فلسطيني. ولد محمد أحمد أبو زبيد عام 1954. درس التربية الفنيّة في المعهد التابع لوكالة الأونروا في الأردن (1975). حصل على بكالوريوس في إدارة الأعمال من جامعة بيروت العربية. دورة مكتبات من معهد الاونروا -اليونسكو- دورة توجيه وإرشاد من معهد الأونروا -اليونسكو- 2001. عمل معلماً لسنوات طويلة في مدارس وكالة الغوث الدولية (الأونروا) في الأردن، وكانت كل سنيّ عمله في منطقة الأغوار الشمالية. كان عضواً نشيطاً وفاعلاً في رابطة الكتّاب الأردنيين 1984 وعضو إدارة فرع اربد. وأيضا عضو الاتحاد العام للكتّاب والأدباء العرب 1994. عضو نادي مكّة المكرّمة الثقافي. عضو جمعية البيئة الأردنية. عضو جمعية اصدقاء بنك العيون. من مؤلّفاتـه:
- «الطير في الأدب العربي» (طبعة أولى عام 1983 صدرت عن دار الرفاعـي بالمملكة العربية السعوديـة).
- ((الطير في الأدب العربي ط2)) مؤسسة الروزنا- اربد- 1998.
- «أوراق من الخاطر» (1999).
- ((الاطباء الكتّاب في الأردن في القرن العشرين)) 2004.
- (قضاء بيسان الأرض والإنسان (2006))
- ((القلم لسان الحضارة-2009))

أصيب بداء السرطان عام 1999 في قنوات الأذن (البلعوم الانفي)، وعـولج منه وشفاه الله. ولكن المرض لـم يلبث أن عاد إليه لينهي حياته مساء يوم الخميس الخامس من فبراير عام 2009. لمحمد أبو زبيد كثير من المقالات المنشورة في المجلّات والصحف الأردنية والعربيّة مثل مجلّة عالم المنهل مجلّة الفيصل ومجلّة القافلة ومجلّة عالم الكتب ومجلّة الدوحة ومجلّة التراث الشعبي ومجلّة افكار ومجلّة صوت الجيل والتوباد السعوديّة والثقافة الدمشقيّة والمجلّة الثقافية والمجلّة العربيّة و (جريدة الدستور التي كان مراسلاً ومديراً لها لسنين طوال في منطقة الأغوار الشماليّة) وجريدة الشعب والعديد من الصحف المحليّة ويوجد لدى أبو زبيد—الكثير من الكتب المخطوطة
1. بين انثويّة النص وتوهّج المعنى- دراسة في تجربة محمود الشلبي الشعرية- جاهز للطباعة
2. دراسات في الشعر الأردني المعاصر
3. الشعر الأردني في عهد الامارة
4. د.عيسى الناعوري شاعراً
5. الديك في الأدب
6. خير الدين الزركلي -ملامح من حياته وشعره
7. العنقاء تاصيلاً لكيان الأسطورة
8. معركة فحل في التاريخ الإسلامي
9. د. محمد صبحي أبو غنيمة سياسياً واديباً